# Helminthopsis dissimilis
Helminthopsis dissimilis là một loài bọ cánh cứng trong họ Elmidae. Loài này được Grovelle miêu tả khoa học năm 1906.